# Herzogtum Crossen

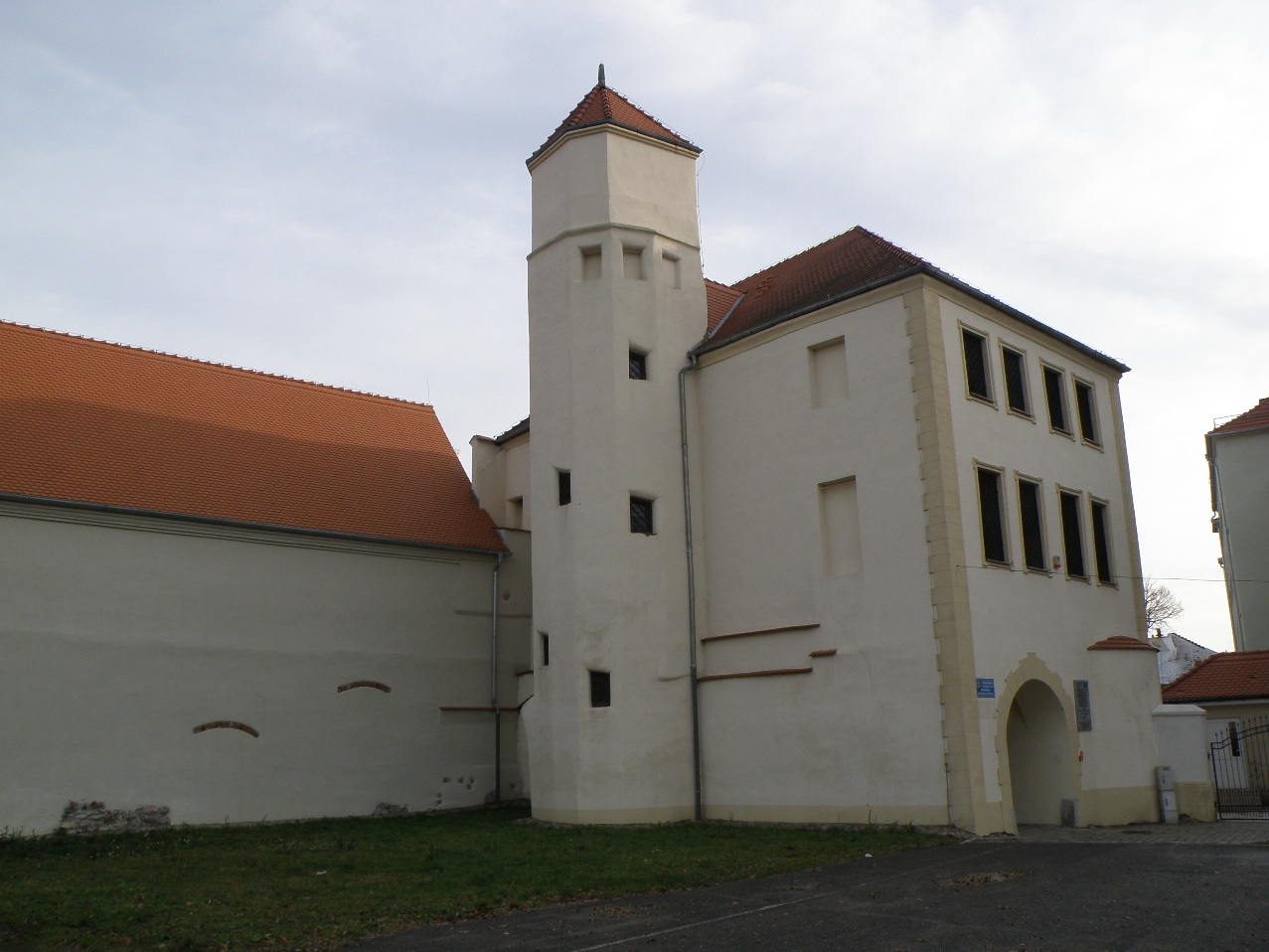
Überrest des Schlosses in Crossen

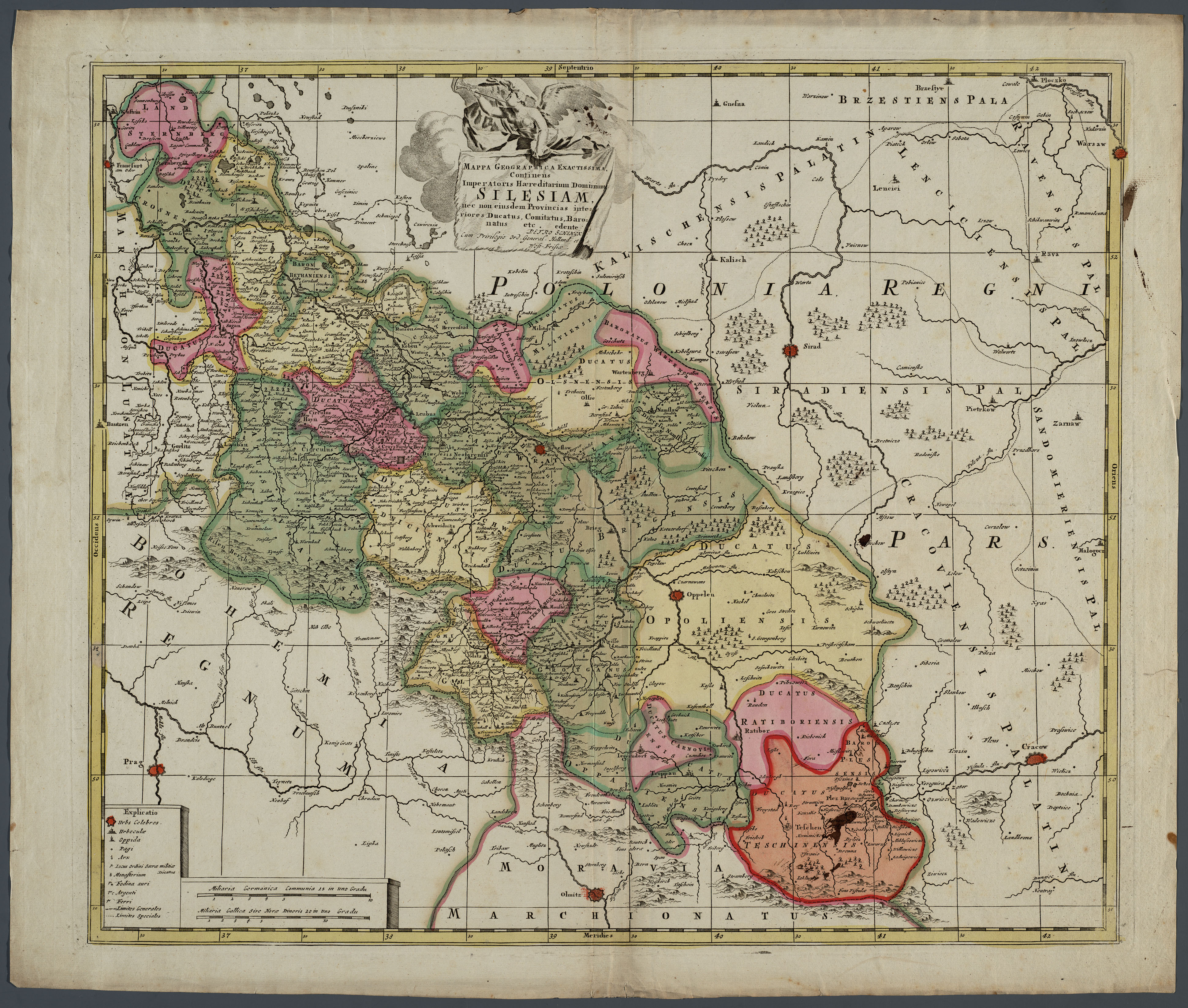
Herzogtum Crossen (Ducatus Crosnensis), Schlesienkarte von Petrus Schenk, 1710

Das Herzogtum Crossen (auch Fürstentum Crossen, Herrschaft Crossen, Land Crossen, lateinisch Ducatus Crosnensis) war ein Herrschaftsgebiet an der mittleren Oder von 1251 bis 1815. Es wurde bis 1482 von schlesischen Herzögen und danach von den Kurfürsten von Brandenburg regiert. Residenzort war die Stadt Crossen.

## Geschichte
Das Gebiet um Crossen kam nach 1150 von Polen zum Herzogtum Schlesien. 1249 versuchte Herzog Boleslaw II. nach der Teilung des Herzogtums das Crossener Land an die Markgrafen von Brandenburg zu verkaufen. Da die Crossener Bürger und die Ritterschaft gegen den Verkauf protestierten und sich um Hilfe an Herzog Konrad II. wandten, wurde Crossen dessen Herzogtum Glogau eingegliedert. Dieser nannte sich ab 1249/51 Herzog von Glogau und ab 1251 auch Herzog von Crossen. Nach seinem Tod 1273/74 wurde Crossen zunächst an das Erzbistum Magdeburg gegeben, von 1277 bis 1314 war es in Pfandbesitz der Markgrafen von Brandenburg.
1329 kam das Gebiet mit dem Herzogtum Sagan unter böhmische Oberhoheit.
Nach dem Tod des Herzog Heinrich VIII. „Sperling“ 1397 teilten dessen vier Söhne 1418 die herzogliche Hälfte des Herzogtums Glogau: Crossen sowie Schwiebus fielen an den jüngsten Bruder Wenzel, der 1430/31 starb. Dessen Besitz erbte der ältere Bruder Heinrich IX. von Glogau, von dem es 1467 an seinen Sohn Heinrich XI. fiel. Mit diesem erlosch 1476 die direkte Glogauer Linie der Schlesischen Piasten. Testamentarisch bestimmte Heinrich XI. seine erst zwölfjährige Witwe Barbara von Brandenburg zur Erbin von herzoglich Glogau und Crossen.
Nachfolgend kam es zum Glogauer Erbfolgestreit, der zu kriegerischen Auseinandersetzungen zwischen Barbaras Vater, dem Kurfürsten von Brandenburg Albrecht Achilles und dem Saganer Herzog Johann II. führte. Vom böhmisch-ungarischen König Matthias Corvinus wurde das Herzogtum Crossen 1482 als Pfandbesitz an Albrecht Achilles gegeben, mit Crossen, Bobersberg, Sommerfeld und Züllichau, ohne Schwiebus.
1535 wurde das Gebiet mit Amt und Stadt Crossen, den Städten Sommerfeld und Rothenburg und Amt und Stadt Züllichau zur Neumark von Johannes von Küstrin gestellt. 1537 kam es endgültig zu Brandenburg, nachdem die Herzöge Heinrich, Johann, Georg und Joachim von Münsterberg-Oels auf ihre Erbansprüche auf das Land verzichtet hatten. Es blieb allerdings weiterhin böhmisches Lehen.
Nachdem König Ferdinand I. 1538 das Fürstentum Crossen dem Haus Brandenburg unter Joachim II. von Brandenburg als erbliches Lehen überlassen hatte, nahmen die Hohenzollern den Titel Herzöge in Schlesien zu Crossen an, obwohl sich ihr schlesischer Besitz nur auf das kleine Gebiet um Crossen und Züllichau erstreckte und setzten den schlesischen Adler in das Hohenzollernwappen.
Nach dem Ersten Schlesischen Krieg 1742 fiel das Herzogtum Crossen mit dem größten Teil Schlesiens endgültig an Brandenburg-Preußen. Damit endete die böhmische Lehnshoheit. Auch die preußischen Könige nannten sich seitdem auch Herzöge von Schlesien zu Crossen. Das Gebiet des Herzogtums bestand in den Kreisen Crossen und Züllichau fort.